# I Wanna Dance with Somebody (Who Loves Me)
"I Wanna Dance with Somebody (Who Loves Me)" släpptes 1987 och blev den första singeln av Whitney Houston från hennes andra studioalbum "Whitney". Sången skrevs av George Merrill och Shannon Rubicam, som var medlemmar i gruppen Boy Meets Girl, som även skrivit Whitney Houstons tidigare USA-singeletta "How Will I Know".
Sången gick ursprungligen under arbetsnamnet "I Want To Dance With Somebody", Whitney Houston sa att arbetsnamnet användes då hon var ute på turné 1986.
Sången producerades av Narada Michael Walden. Originalarrangemanget imponerade inte på honom, då han tyckte den påminde mer om en countrymelodi än en poplåt, så han bestämde sig för att införa snabbare slag och karibiska slagverk för att göra sången mer dansvänlig.
Whitney Houston framförde sången 1986 under The Greatest Love World Tour, alltså före album- och singelsläppen.

## Listplaceringar
Den 27 juni 1987 gick singeln "I Wanna Dance with Somebody (Who Loves Me)" högst upp i topp på Billboard Hot 100, och samma dag blev hennes album "Whitney" första albumettan i USA av en kvinnlig artist. Singeln stannade i topp i tre veckor. Den stannade sedan kvar på topp 40 i 14 veckor, och rankades på fjärde plats vid årsskiftets lista. 
Internationellt blev sången en världsvidd "smash hit", och är allmänt erkänd som den melodi som gjorde henne till världsstjärna, då den blev hennes då mest framgångsrika singel. Den sålde över tre miljoner exemplar världen över, och toppade listorna i flera andra länder, som Storbritannien, Västtyskland, Australien och Schweiz, och även albumet Whitney toppade listorna i dessa länder.
Sången toppade även flera andra listor i USA. En remix 1996 blev också ganska framgångsrik, med elfteplats på listan.
Originaldemoinspelningen, som sjöngs in på band av låtskrivarna George Merrill och Shannon Rubicam, släpptes på blandade artisters album Number One With a Bullet på skivbolaget Cypress Records #003276.

## Priser
- 1988: Grammy Award för "Bästa kvinnliga sånginstans inom pop"
- 1988: American Music Award för "Favoritsingel inom pop/rock"

Sången vann också ett pris för "bästa musikvideo" vid First Annual Garden State (New Jersey) Music Awards.
1988 inledde Whitney Houston den 30:e Grammygalan med att sjunga "I Wanna Dance with Somebody (Who Loves Me)".

## Singelns låtlista
1. "I Wanna Dance with Somebody (Who Loves Me)" (albumversion)
2. 12" remix
3. 12" remix — radio edit
4. Dub mix yeah
5. Acappella mix
6. "Moment of Truth"

## Listplaceringar
"I Wanna Dance with Somebody (Who Loves Me)" rankades totalt på fjärde plats av alla singlar som legat på Billboard Hot 100 under 1987, och stannade på The Billboard Hot 100 i 19 veckor.
Den var Whitney Houstons fjärde singeletta på Billboard Hot 100, hennes tredje på Billboard Hot 100 Airplay, hennes fjärde på Billboard Hot 100 Single Sales, hennes fjärde på Billboard Adult Contemporary, och hennes femte sammanlagda Billboard-tio-i-topphit.
| Lista (1987)                                    | Topplacering    |
| ----------------------------------------------- | --------------- |
| US Billboard Hot 100                            | 1               |
| US Billboard Hot 100 Singles Sales              | 1               |
| US Billboard Hot 100 Airplay                    | 1               |
| US Billboard Hot R&B/Hip-Hop Singles & Tracks   | 2               |
| US Billboard Hot R&B/Hip-Hop Singles Sales      | 1               |
| US Billboard Hot R&B/Hip-Hop Singles Airplay    | 3               |
| US Billboard Adult Contemporary                 | 1               |
| US Billboard Hot Dance Music/Club Play Chart    | 1               |
| US Billboard Hot Dance Music/Maxi-Singles Sales | 4               |
| UK Singles Chart                                | 1               |
| ARIA Singles Chart                              | 1               |
| Frankrike                                       | 15              |
| Nederländerna                                   | 1               |
| Norge                                           | 1               |
| Schweiz                                         | 1               |
| Sverige                                         | 1               |
| Västtyskland                                    | 1               |
| Österrike                                       | 3               |
| United World Chart                              | 1 (åtta veckor) |

## Covers
Dessa artister har gjort en cover på I Wanna Dance with Somebody (Who Loves Me):
- The Justified Ancients of Mu Mu (senare The KLF)
- Lumidee och Fatman Scoop
- David Byrne
- Noisettes
- Young Divas
- Ashley Tisdale
- Royal Gigolos
- Allstar Weekend
- Smith & Thell

### Fotnoter
1. ↑  ”Whitney Houston Headlines Her First Tour Across the Country” (på engelska). Jet. 1 september 1986. sid. 60. https://books.google.co.kr/books?id=vrMDAAAAMBAJ&pg=PA58&dq=whitney+houston&lr=&as_drrb_is=q&as_minm_is=0&as_miny_is=&as_maxm_is=0&as_maxy_is=&as_brr=0&as_pt=MAGAZINES&cd=18&hl=sv#v=onepage&q=somebody&f=false. Läst 28 november 2015.
2. ↑  ”Listplacering”. http://lescharts.com/showitem.asp?interpret=Whitney+Houston&titel=I+Wanna+Dance+With+Somebody+%28Who+Loves+Me%29&cat=s. Läst 21 maj 2011.
3. ↑  ”Listplacering”. http://dutchcharts.nl/showitem.asp?interpret=Whitney+Houston&titel=I+Wanna+Dance+With+Somebody+%28Who+Loves+Me%29&cat=s. Läst 21 maj 2011.
4. ↑  ”Listplacering”. http://norwegiancharts.com/showitem.asp?interpret=Whitney+Houston&titel=I+Wanna+Dance+With+Somebody+%28Who+Loves+Me%29&cat=s. Läst 21 maj 2011.
5. ↑  ”Listplacering”. http://hitparade.ch/showitem.asp?interpret=Whitney+Houston&titel=I+Wanna+Dance+With+Somebody+%28Who+Loves+Me%29&cat=s. Läst 21 maj 2011.
6. ↑  ”Listplacering”. http://swedishcharts.com/showitem.asp?interpret=Whitney+Houston&titel=I+Wanna+Dance+With+Somebody+%28Who+Loves+Me%29&cat=s. Läst 21 maj 2011.
7. ↑  ”Listplacering”. http://austriancharts.at/showitem.asp?interpret=Whitney+Houston&titel=I+Wanna+Dance+With+Somebody+%28Who+Loves+Me%29&cat=s. Läst 21 maj 2011.